# Machalí
Machalí – miasto i gmina w Chile, położone we wschodniej części regionu O’Higgins.

## Opis
Miejscowość została założona 22 grudnia 1891 roku. W mieście znajduje się węzeł drogowy H-25 i H-29. 

## Demografia
Źródło.